# Товста Дуброва
Товста́ Дубро́ва (рос. Толстая Дуброва) — село у складі Алейського району Алтайського краю, Росія. Адміністративний центр Дубровської сільської ради.

## Населення
Населення — 460 осіб (2010; 523 у 2002).
Національний склад (станом на 2002 рік):
- росіяни — 97 %